# Johanna Grund
Johanna-Christina Grund (ur. 17 lipca 1934 we Wrocławiu, zm. 13 lipca 2017) – niemiecka dziennikarka i polityk, posłanka do Parlamentu Europejskiego III kadencji.

## Życiorys
Kształciła się w zakresie języków nordyckich i literatury, pracowała jako dziennikarka. Publikowała książki na temat alpinizmu. Zaangażowała się w działalność polityczną w ramach narodowo-konserwatywnej partii Republikanie. Pełniła funkcję wiceprzewodniczącej federalnych struktur partii, wchodziła też w skład jej komitetu wykonawczego w Bawarii. W 1989 uzyskała mandat eurodeputowanej III kadencji, który wykonywała do 1994. Była m.in. członkinią Komisji ds. Kwestii Prawnych i Praw Obywatelskich oraz Komisji ds. Praw Kobiet. W trakcie kadencji w 1991 opuściła Republikanów.